# Sainte-Foy-de-Belvès
Sainte-Foy-de-Belvès (okzitanisch: Senta Fe de Belvés) ist eine französische Gemeinde mit 141 Einwohnern (Stand: 1. Januar 2022) im Département Dordogne in der Region Nouvelle-Aquitaine (vor 2016 Aquitaine). Sie gehört zum Arrondissement Sarlat-la-Canéda und zum Kanton Vallée Dordogne.

## Geografie
Sainte-Foy-de-Belvès liegt etwa 47 Kilometer ostsüdöstlich von Bergerac. 
Nachbargemeinden sind Pays de Belvès im Norden, Doissat im Osten, Orliac im Osten und Südosten, Mazeyrolles im Süden, Salles-de-Belvès im Südwesten und Westen sowie Larzac im Westen und Nordwesten.

## Bevölkerungsentwicklung
| Jahr                       | 1962 | 1968 | 1975 | 1982 | 1990 | 1999 | 2006 | 2019 |
| -------------------------- | ---- | ---- | ---- | ---- | ---- | ---- | ---- | ---- |
| Einwohner                  | 179  | 176  | 154  | 173  | 166  | 124  | 128  | 140  |
| Quellen: Cassini und INSEE |      |      |      |      |      |      |      |      |

## Sehenswürdigkeiten

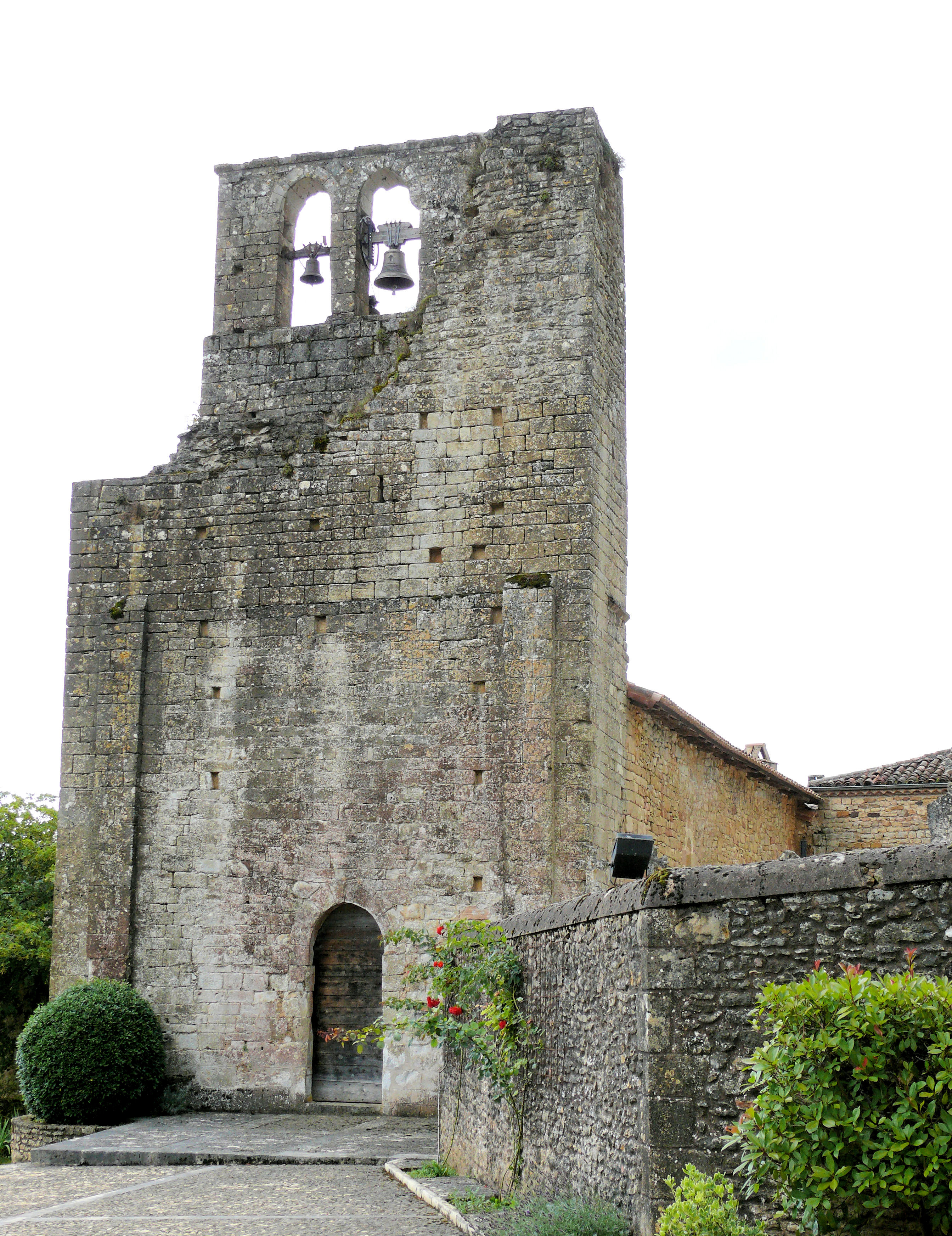
Kirche Sainte-Foy-d'Agen

- Kirche Sainte-Foy-d'Agen
- Schloss La Barde